# Class 67
De Class 67 is een diesel-elektrische Bo-Bo locomotief die in 1999 en 2000 werden gebouwd voor English Welsh & Scottish Railway (EWS) door Alstom in Meinfesa bij Valencia met een motor en overbrenging van General Motors' Electro Motive Diesel division. EMD duidt dit type aan als JT 42HW-HS.

## Geschiedenis

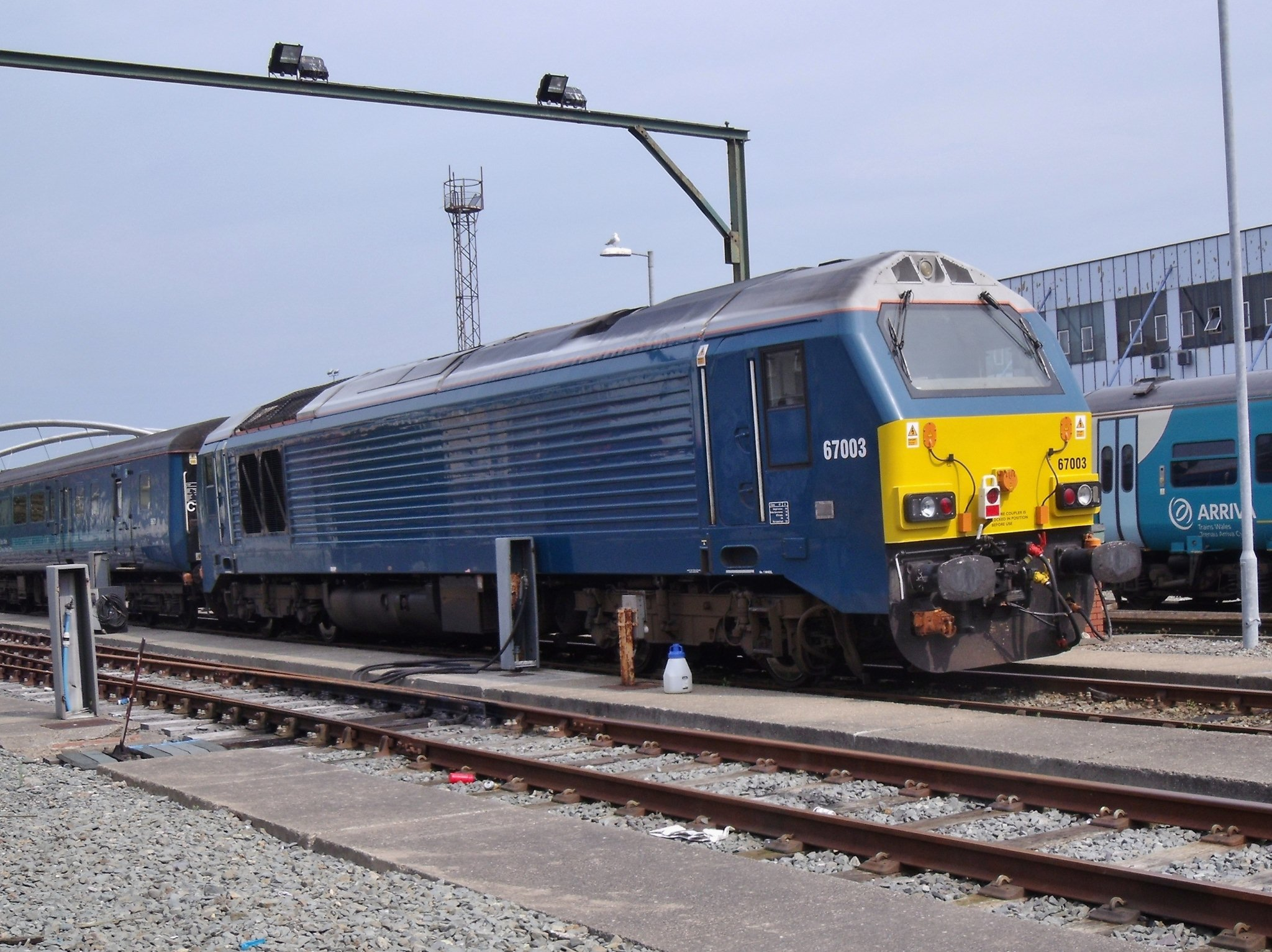
67003 in Arriva Trains Wales kleurstelling te Holyhead station in augustus 2012

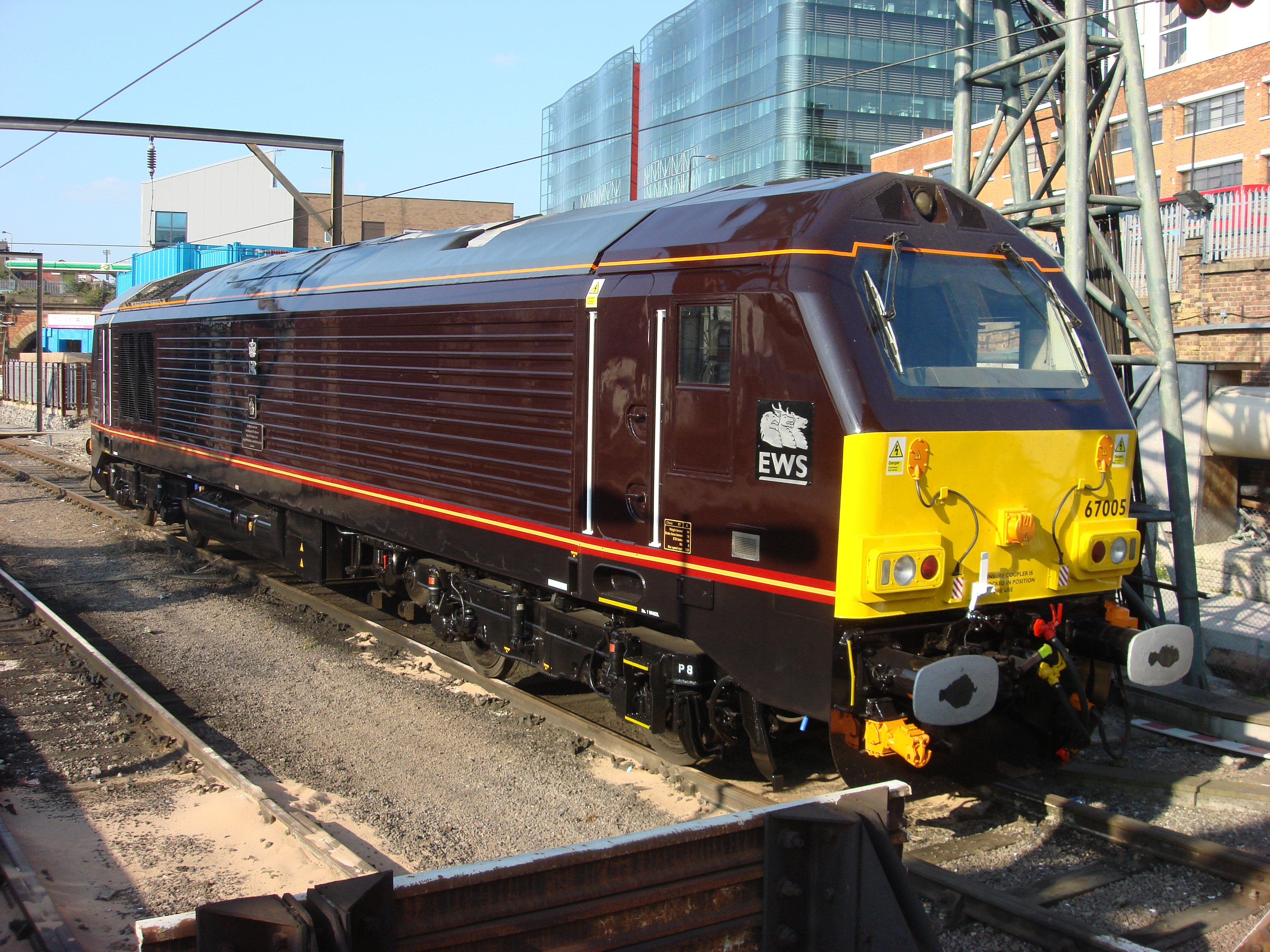
67005 in de kleuren van de Koninklijketrein te King's Cross station in September 2008

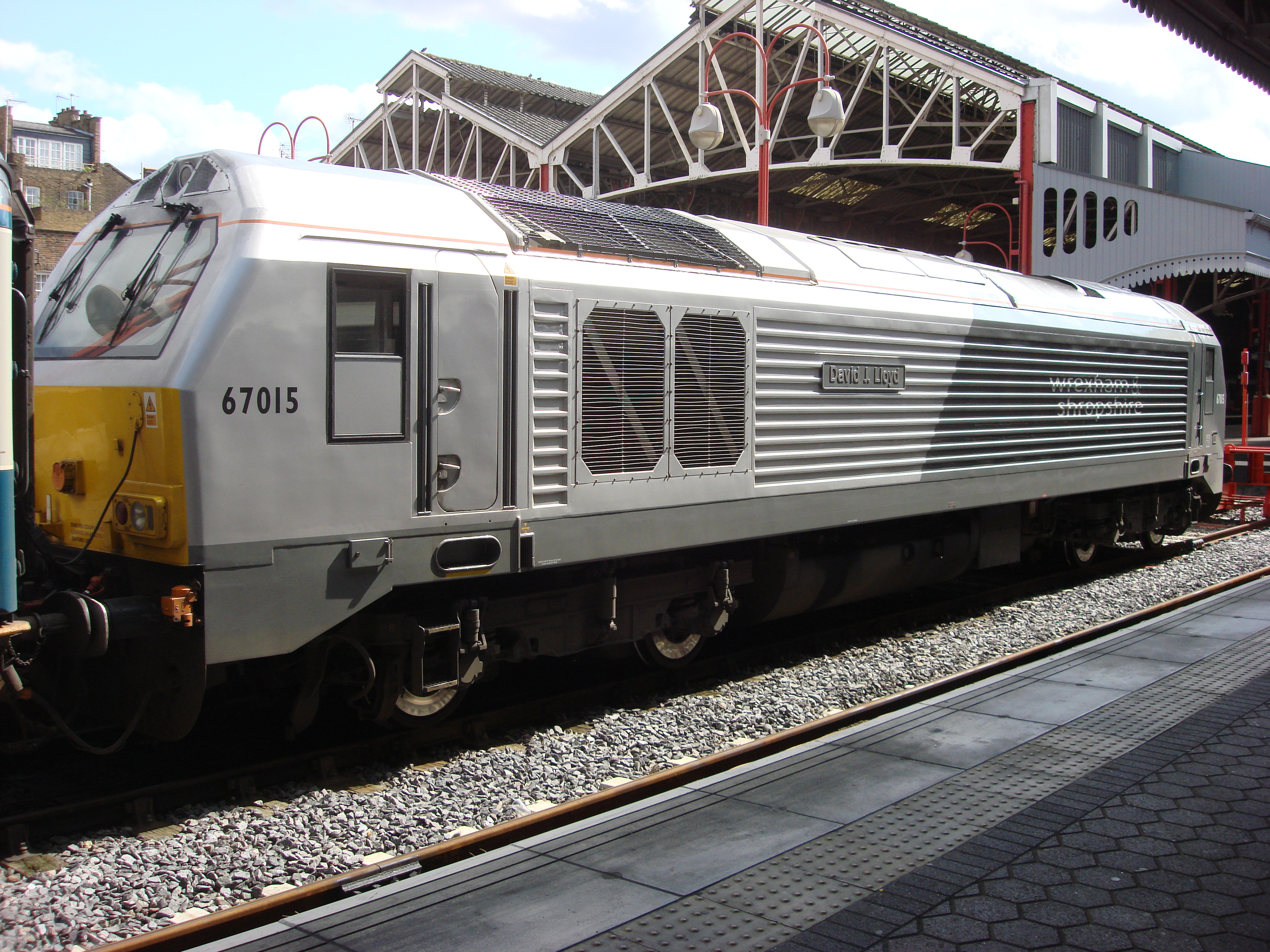
67015 in de Wrexham & Shropshire kleurstelling te Marylebone station in september 2008

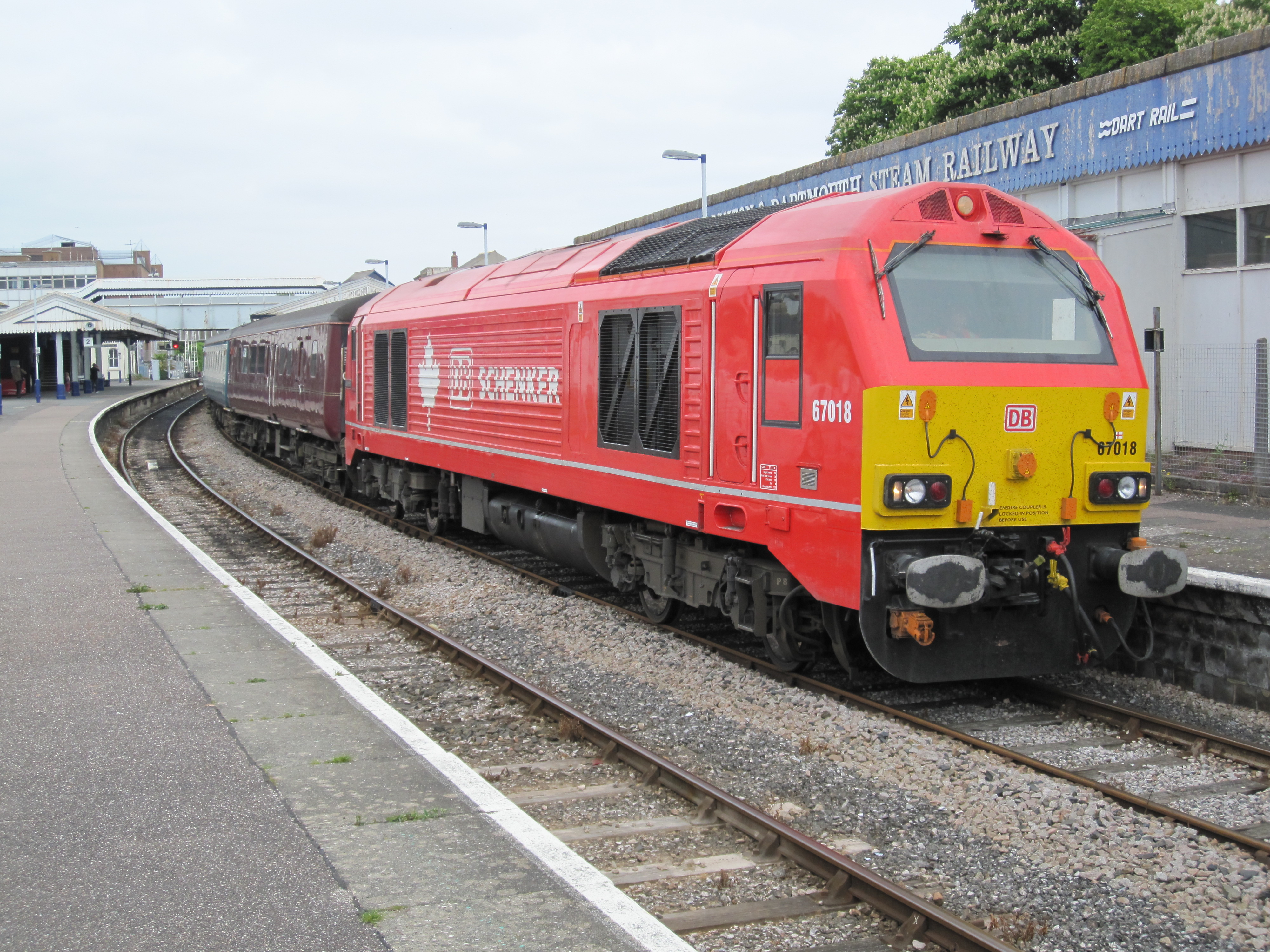
67018 in DB Schenker kleurstelling te Paignton station in mei 2010

### Ontwerp, proefritten en aflevering
Dertig locomotieven werden besteld voor £45million bij Alstom en Electro Motive Diesel. ter vervanging van de class 47 bij EWS voor de post en reizigerstreinen. De locomotieven werden voor een periode van 15 jaar gehuurd van Angel Trains.
De boevbouw is een monocoque naar ontwerp van Alstom, de draaistellen hebben een H-frame eveneens ontworpen door Alstom. De motor, de tractiemotoren en elektronica zijn geproduceerd door GM-EMD en dezelfde als gebruikt in de Class 66. In tegenstelling tot de class 66 zijn de motoren aan het frame opgehangen in plaats van aan de assen, dit om het gewicht van de ophanging te beperken, en de overbrenging is gewijzigd om hogere snelheden toe te laten. De cabine kent een bestuurdersstoel in het midden.
De locomotieven kunnen de trein van elektriciteit voorzien voor de verwarming en airconditioning van reizigerstreinen en zijn uitgerust met buffers en schroefkoppelingen alsmede een Janney koppeling gemonteerd op een zwenkarm.
Hogesnelheidsproeven werden gehouden met de 67002 vanuit de Alstom vestiging te La Sagra (Toledo, Spanje) op de normaalspoor hogesnelheidslijn tussen Madrid en Toledeo, hierbij werd een topsnelheid gehaald van 230 km/u.
Als eerste werd in oktober 1999 de 67003 geleverd. De toelatingsritten zouden snel worden gestart maar liepen vertraging op toen bleek dat de locomotieven net buiten het omgrenzingsprofiel kwamen. De toelatingsritten begonnen in december en begin 2000 waren alle 30 locomotieven geleverd aan het Verenigd Koninkrijk.
De hoge asdruk veroorzaakte in het begin een snelheidsbeperking tot 177 km/u en maakte aanpassingen aan de draaistellen noodzakelijk; locomotief 67023 slaagde voor 200 km/u in juli 2001, en alle locomotieven waren aangepast in juni 2003.

### Operationeel
Aanvankelijk werd de class 67 vooral ingezet voor posttreinen van Royal Mail. In juni 2003 verloor EWS het contract met Royal Mail waarna de diensten werden afgebouwd tot totale beëindiging in maart 2004.
De locomotieven zijn sindsdien gebruikt door ScotRail voor de Caledonian Sleeper op niet geëlektrificeerde trajecten ten noorden van Edinburgh, als Thunderbird hulp locomotieven voor gestrande treinen op de East Coast Main Line, voor smmige goederendiensten, en in de verhuur aan chartertreinen. Twee locomotieven zijn in 2003 toegewezen aan de Britse koninklijke trein en voorzien van een passende beschildering, een derde kreeg een speciale jubileumbeschildering voor de koninklijketrein tijdens het diamanten regeringsjubileum van Koningin Elizabeth 2012.
Vijf locomotieven werden ingezet door Wrexham & Shropshire totdat ze in januari 2011 stopte met treindiensten.
Chiltern Railways nam de Wrexham & Shropshire stammen met Class 67en over in december 2010, in september 2011 werd, na verbeteringen aan de Chilternlijn, gestart met een 160 km/u dienst tussen Londen en Birmingham onder de naam Mainline waarbij de Class 67 als trekkracht dient.
In maart 2012 huurde Arriva Trains Wales drie Class 67en van DB Schenker ter vervanging van haar Class 57 op de North-South Wales Premier Service.
In maart 2015 werd de 67004 overgeschilderd en hernoemd. Dit is bedoeld voor de inzet voor de Serco Caledonian Sleeper voor de komende 15 jaar.

## Overzicht
In februari 2014 waren de volgende locomotieven in dienst:
| Nummer | Kleurstelling                            | Naam                  |
| ------ | ---------------------------------------- | --------------------- |
| 67001  | Arriva Trains Wales Blue                 |                       |
| 67002  | Arriva Trains Wales Blue                 |                       |
| 67003  | Arriva Trains Wales Blue                 |                       |
| 67004  | Caledonian Blue                          | Cairn Gorm            |
| 67005  | Royal Claret                             | Queen's Messenger     |
| 67006  | Royal Claret                             | Royal Sovereign       |
| 67007  | EWS Kastanje en Goud                     |                       |
| 67008  | EWS Kastanje en Goud                     |                       |
| 67009  | EWS Kastanje en Goud                     |                       |
| 67010  | Chiltern Mainline Zilver en Grijs        |                       |
| 67011  | EWS Kastanje en Goud                     |                       |
| 67012  | Chiltern Mainline Zilver en Grijs        | A Shropshire Lad      |
| 67013  | Chiltern Mainline Zilver en Grijs        | Dyfrbont Pontcysyllte |
| 67014  | Chiltern Mainline Zilver en Grijs        | Thomas Telford        |
| 67015  | Chiltern Mainline Zilver en Grijs        | David J Lloyd         |
| 67016  | EWS Kastanje en Goud                     |                       |
| 67017  | EWS Kastanje en Goud                     | Arrow                 |
| 67018  | Red with maple leaf and DB Schenker logo | Keith Heller          |
| 67019  | EWS Kastanje en Goud                     |                       |
| 67020  | EWS Kastanje en Goud                     |                       |
| 67021  | EWS Kastanje en Goud                     |                       |
| 67022  | EWS Kastanje en Goud                     |                       |
| 67023  | EWS Kastanje en Goud                     |                       |
| 67024  | EWS Kastanje en Goud                     |                       |
| 67025  | EWS Kastanje en Goud                     | Western Star          |
| 67026  | Jubilee Silver                           | Diamond Jubilee       |
| 67027  | DB Schenker Red                          |                       |
| 67028  | EWS Kastanje en Goud                     |                       |
| 67029  | DB Schenker Silver                       | Royal Diamond         |
| 67030  | EWS Kastanje en Goud                     |                       |

## Kleuren en namen
De locomotief waren aanvankelijk geschilderd in de roodbruin-gele EWS kleurstelling. In 2003 vervingen de 67005 en de 67006 de twee Class 47 als tractie voor de koninklijke trein. Deze werden overgeschilderd in Royal Claret (Bordeaux rood) en omgedoopt in Queen's Messenger en Royal Sovereign in respectievelijk december 2000 en februari 2005.
In oktober 2004 werd de 67029 zilver geschilderd om de EWS directie trein te trekken. Op 12 oktober 2007 kreeg de 67029 de naam Royal Diamond in het Rugeley Trent Valley railway station, ter ere van het zestigjarig huwelijk tussen Queen Elizabeth II en Prince Philip.
In 2008 werden de 67012–67015 overgeschilderd in de zilver met grijs kleurstelling van Wrexham & Shropshire. In 2008 werden ze A Shropshire Lad (3 juli), Dyfrbont Pontcysyllte (9 juli), Thomas Telford (14 juli) en David J Lloyd (16 mei) gedoopt. These were joined by 67010 in March 2009.
In januari 2010 werd de 67018 geschilderd in de rode kleurstelling van DB Schenker voorzien van een esdoorn en Keith Heller genoemd in het National Rail Museum ter ere van de voormalige directeur van EWS and DB Schenker UK die afkomstig is uit Canada.
In 2011 werden de 67001–67003 blue geschilderd voor de dienst bij Arriva Trains Wales.
In maart 2012 kreeg de 67026 een zilveren kleurstelling met de Britse vlag en het Diamond Jubilee logo voor gebruik tijdens de festiviteiten voor het diamanten regeringsjubileum van Elizabeth II. Op 23 maart doopte Elizabeth II de locomotief in London Victoria station.
In maart 2015 kreeg de 67004 de Caledonian Midnight Tea kleurstelling en de naam 'Cairn Gorm'. Deze zal worden ingezet op de niet geëlektrficeerde trajecten van de Serco Caledonian Sleeper.